# Gaius Helen Mohiam
Gaius Helen Mohiam est un personnage de fiction issu du cycle de Dune de l'écrivain Frank Herbert.

## Biographie du personnage

### DansDune
Dans Dune, Gaius Helen Mohiam est une Révérende Mère de haut rang de l'ordre du Bene Gesserit et une intrigante de cette organisation. Elle est aussi la Diseuse de vérité à la cour de l’empereur Shaddam IV.
Mentor de dame Jessica lors de sa formation à l’École du Bene Gesserit sur la planète Lampadas, c'est elle qui, sur Caladan, fait passer le test du Gom Jabbar au fils de Jessica, Paul Atréides, afin de tester son humanité.
Personnage-clef du programme de sélection génétique du Bene Gesserit, Gaius Helen Mohiam est (avec le baron Vladimir Harkonnen de la Maison Harkonnen) l'un des parents cachés de dame Jessica, la concubine du duc Leto Atréides, et donc la grand-mère de Paul et d'Alia Atréides.

### DansLe Messie de Dune
Dans Le Messie de Dune, Gaius Helen Mohiam est emprisonnée, puis finalement exécutée par Stilgar (en dépit de l'ordre de l’empereur Paul Muad-Dib Atréides de l'épargner) pour sa participation au complot (avec la princesse Irulan, Scytale et Edric, un navigateur de la Guilde) contre le trône de Paul, et pour s'être rendue sur la planète Arrakis malgré l'interdiction de l’empereur.

## Œuvres dérivées
Dans les romans suivant l’œuvre de Frank Herbert, cocécrits par son fils Brian Herbert, il est révélé que le nom donné à la mère de dame Jessica dans les romans originaux, Tanidia Nerus, n'est autre qu'un alias utilisé par Gaius Helen Mohiam, une pratique courante chez les Bene Gesserit pour dissimuler la véritable identité parentale.

## Interprètes
- Dans le film Dune (1984) de David Lynch, le personnage de Gaius Helen Mohiam est interprété par l'actrice Siân Phillips.
- Dans les mini-séries Dune (2000) et Les Enfants de Dune (2003), le personnage et interprété par Zuzana Geislerová.
- Dans les films Dune (2021) et Dune 2 (2024) de Denis Villeneuve, le personnage est interprété par Charlotte Rampling.